# Calle Segovias
La calle Segovias es una vía pública de la ciudad española de Sevilla.

## Descripción
La vía discurre desde la calle Argote de Molina hasta Abades, donde entronca con Guzmán el Bueno. Aparece descrita en la Noticia histórica del origen de los nombres de las calles de esta ciudad de Sevilla (1839) de Félix González de León con las siguientes palabras:

Calle de los Segovias. Está en el cuartel B. y en la parroquia del Sagrario. No se el origen del nombre. En ella hay una pared muy alta que corresponde al palacio Arzobíspal. Es estrecha mucho, y pasa desde calle Abades al Horno de las Brujas.
(González de León, 1839, p. 424)